# Zierfisch

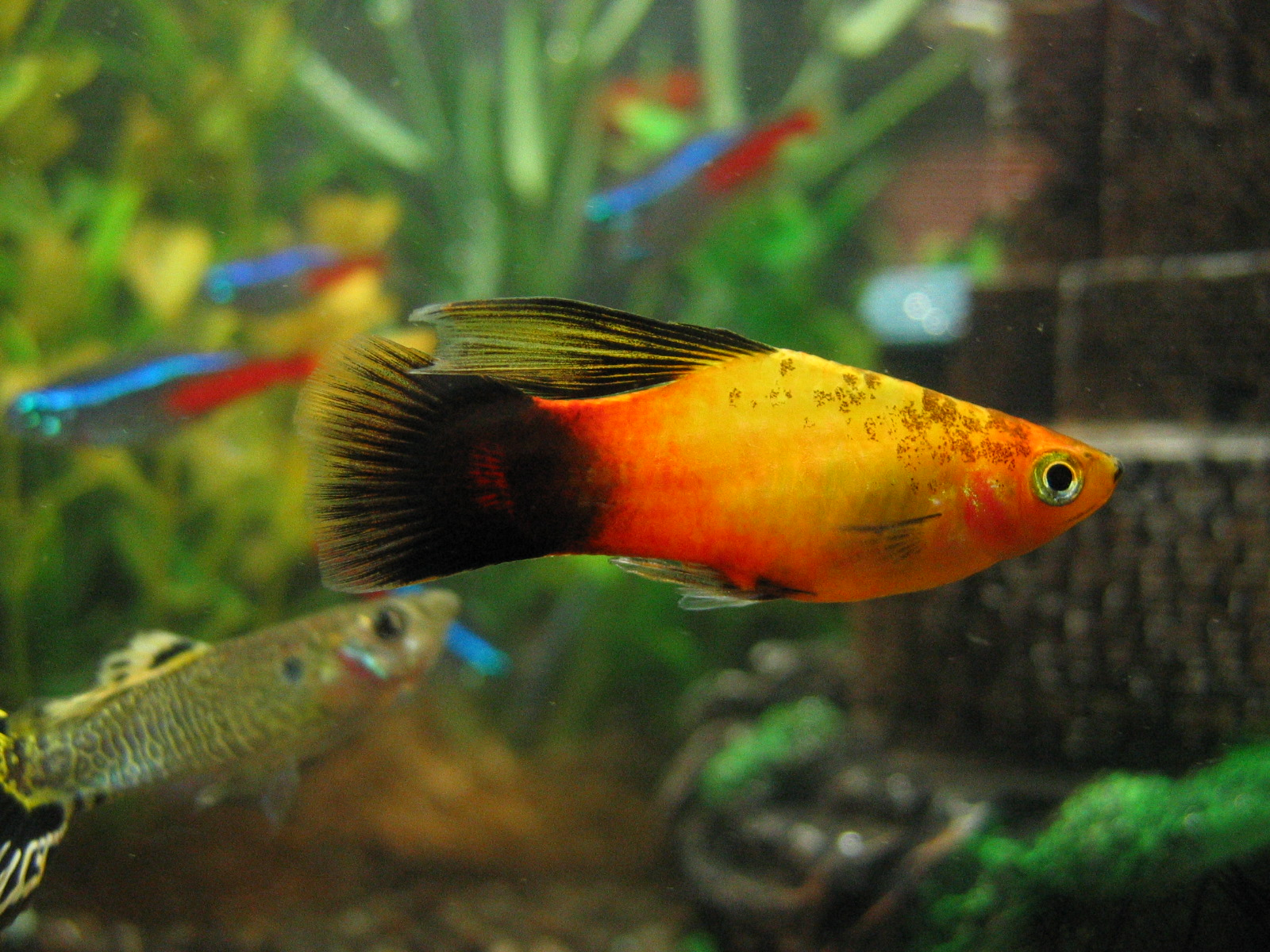
Zuchtform des Platys (Xiphophorus maculatus)

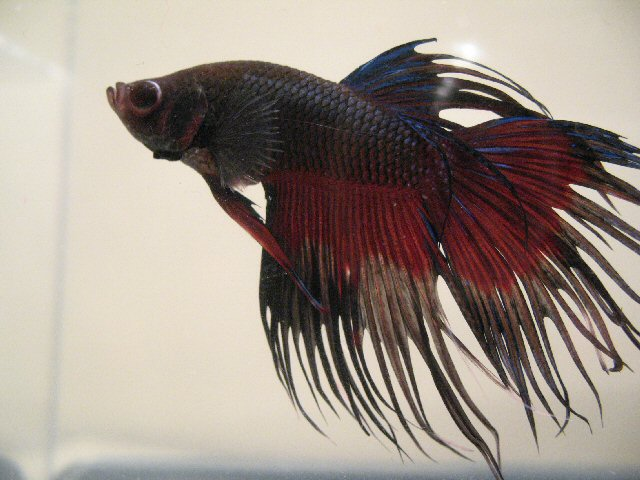
Zuchtform des Siamesischen Kampffischs (Betta splendens)

Zierfische (englisch ornamental fish) oder Aquarienfische sind Fischarten, die vor allem wegen ihres Äußeren in Aquarien gehalten werden. Dazu gehören viele tropische Süß-, Brack- und Meerwasserfische, die gut in Aquarien gepflegt werden können.
Der Großteil kommt auch in der Natur vor. Goldfische und Koi sind hingegen Zierfische, die eigens für die Aquarienhaltung und auf ein gefälliges Äußeres hin gezüchtet wurden. Gemeinsam mit den zahlreichen Farb- und Formvarianten von Lebendgebärenden Zahnkarpfen, Barben, Bärblingen, Salmlern, Labyrinthfischen und Buntbarschen kann man sie als Haustierfische bezeichnen, da sie über die typischen Domestikationsmerkmale verfügen.

## Rechtsvorschrift in Österreich
In Österreich sind die Mindestanforderungen zur Haltung von Fischen in der Verordnung 486 im §7 und der Anlage 5 definiert.
Für die Einrichtung des Aquariums gilt:
- Die Fische müssen einen bedarfsgemäßen freien Schwimmraum haben,
- die Wasserqualität muss mit Filter, Tausch und Heizung garantiert werden,
- der Bodengrund soll aus Sand, Kies oder Steinen bestehen,
- es muss ausreichend Versteckmöglichkeiten für die Fische geben,
- für einen Tag-Nacht-Wechsel ist durch Tageslicht oder Beleuchtung zu sorgen.

Eine dauerhafte Haltung auch kleiner Arten in Aquarien unter 54 Liter ist verboten. Abhängig von der Art sind Aquariengrößen und Bereiche für die Wassertemperatur sowie Grenzwerte für die Wasserhärte und den pH-Wert vorgeschrieben. Die Wasserwerte sind zumindest 14-täglich zu kontrollieren. Ein regelmäßiger Teilwasserwechsel ist auch dann vorzunehmen, wenn die Grenzwerte der Schadstoffbelastung noch nicht erreicht ist. Fische müssen regelmäßig und abwechslungsreich gefüttert werden. Jungfische sind täglich zu füttern, ausgewachsene Tiere können auch ein bis zwei Tage auf Futter verzichten, regelmäßige Fasttage sind empfehlenswert.